# Zwinger (Dresda)

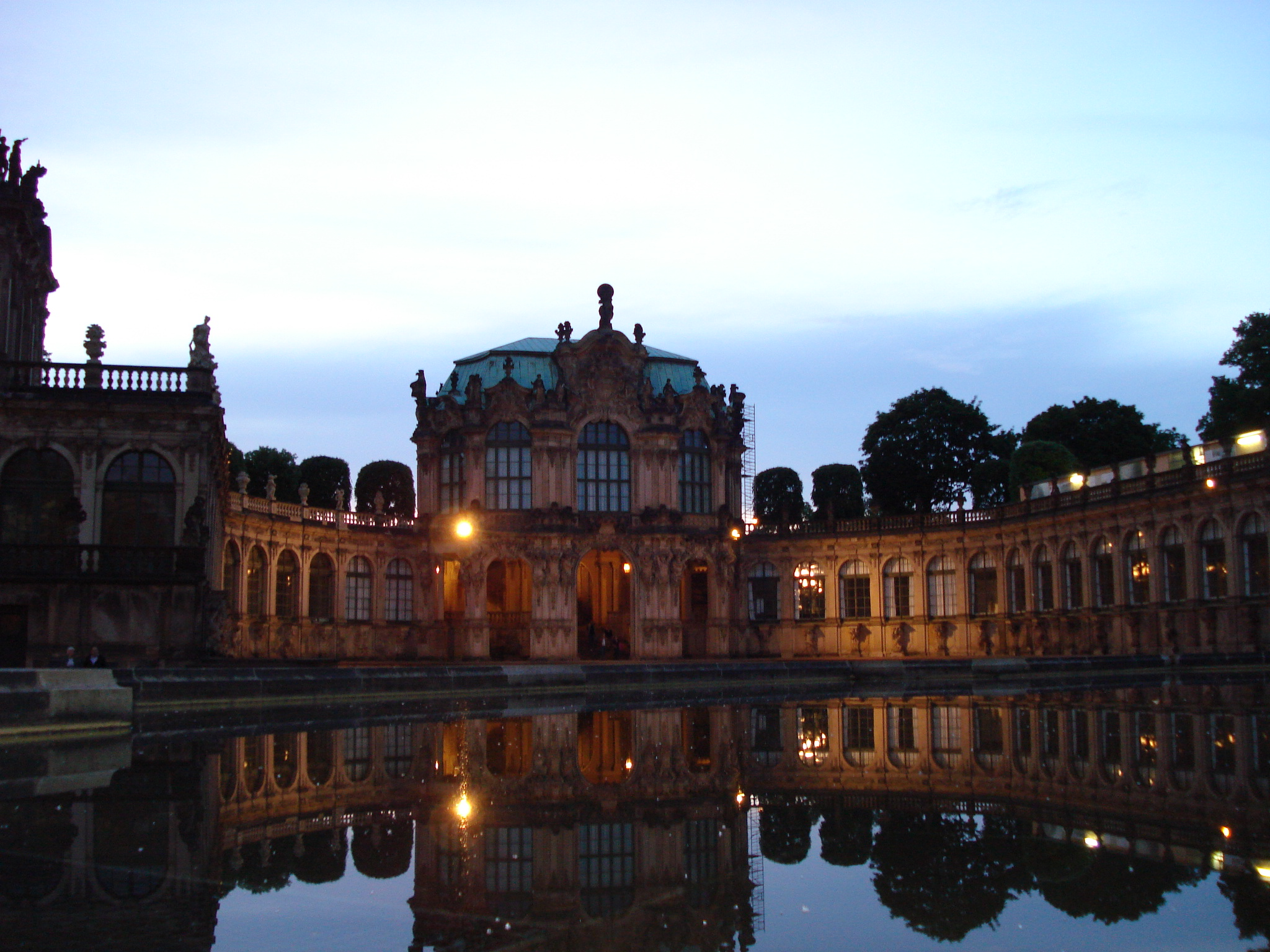
Immagine in notturna di un padiglione dello Zwinger

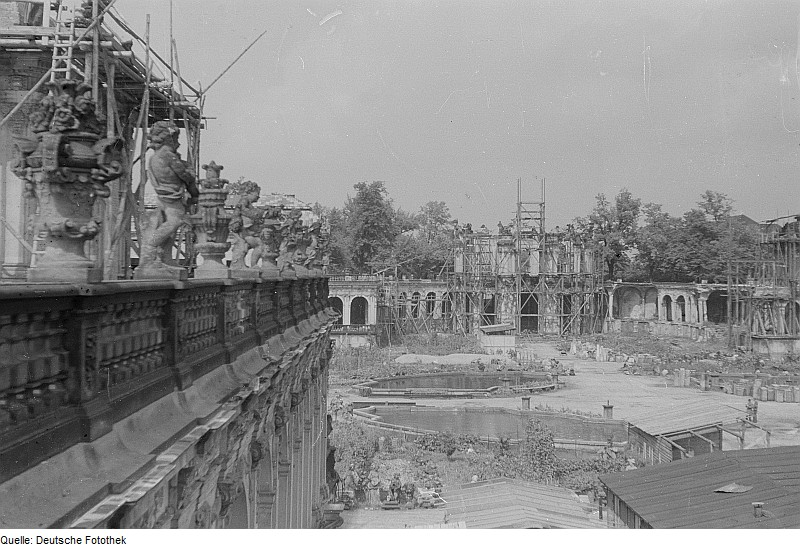
Il complesso semidistrutto dopo la seconda guerra mondiale

Lo Zwinger (pron. /ˈtsviŋgɐː/) è uno dei principali monumenti della città tedesca di Dresda: si tratta di un complesso architettonico (palazzo con giardini) in stile barocco, costruito tra il 1709-1710 e il 1732-1733 per volere di Augusto II di Polonia detto il Forte (1670-1733) e progettato dall'architetto Matthäus Daniel Pöppelmann (1662-1736) con la collaborazione dello scultore Balthasar Permoser (1651-1732).
Il termine "Zwinger", con cui è denominato il complesso significa all'incirca "fortificazione inframurale" (ovvero "fra le mura cittadine") o "castello concentrico" e fa riferimento ad una preesistente fortezza medievale.
Il complesso, pressoché interamente ricostruito dopo le distruzioni dovute ai bombardamenti nel corso della seconda guerra mondiale, è considerato una delle massime espressioni dell'architettura barocca tedesca e fino al 2009 faceva parte - come il resto dei monumenti di Dresda e della Valle dell'Elba - del patrimonio dell'umanità dall'UNESCO (lista da cui la città è stata "depennata" dopo la costruzione in quell'anno di un nuovo ponte sull'Elba).
Un tempo utilizzato per giochi e feste di corte, ospita ora alcune importanti collezioni museali, tra cui spicca la  Gemäldegalerie Alte Meister  (pinacoteca).

## Ubicazione
Lo Zwinger si trova al nr. 1 di Theaterplatz, in pieno centro storico, lungo il corso dell'Elba, tra la Sophienstraße, la Ostra-Allee e la Terrassenufer e di fianco alla Semperoper, alla Cattedrale di Dresda e al Castello di Dresda, nonché nelle immediate vicinanze di tutti gli altri principali monumenti della città, come la Frauenkirche, la Brühlsche Terrasse e l'Albertinum.

## Caratteristiche

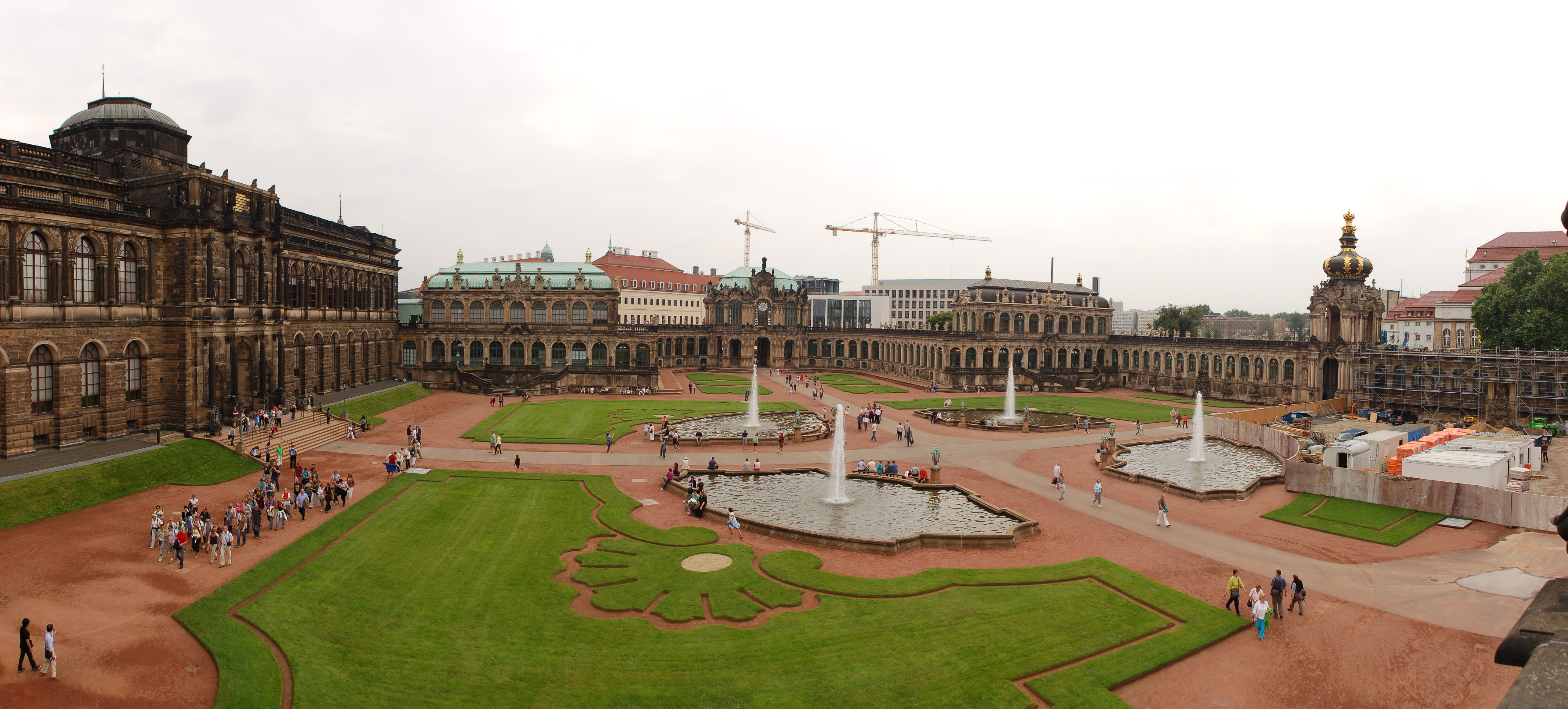
Panoramica dello Zwinger con i giardini

Lo Zwinger si compone di quattro ali principali, il Wallpavillon, il Glockenspielpavillon, la Zwingergalerie e la Sempergalerie costruite ai lati di un giardino ornato al centro da quattro fontane. Altre parti costitutive dello Zwinger sono: il Deutscher Pavillon, il Französischer Pavillon, lo Zoologischer Pavillon e la fontana Nymphenbad.

## Storia
Sul luogo dove ora sorge lo Zwinger si trovava in origine una fortezza medievale. Risale al 1696 l'idea di costruire nel luogo un anfiteatro, che sarebbe dovuto servire per i giochi di corte. Nel 1709 Augusto il Forte commissionò all'architetto Matthäus Daniel Pöppelmann la costruzione di un'orangérie. Fu così eretta una sorta di anfiteatro in legno, inaugurata in occasione della visita del re di Danimarca. In seguito, a partire dal 1714, Pöppelmann pensò di aggiungervi nuovi elementi in stile barocco. La costruzione del nuovo complesso architettonico terminò tra il 1732 e il 1733, dopo la morte di Augusto il Forte.
Nel 1813, nel corso delle guerre napoleoniche, l'edificio subì gravi danni. Danni ancor più gravi li subì nel 1849, quando alcune parti dello Zwinger furono distrutte da un incendio: la ricostruzione avvenne tra il 1852 e il 1857 sotto la direzione di Karl Moritz Haenel. Un'opera di restauro fu quindi intrapresa tra il 1880 e il 1898 e successivamente a partire dal 1910, opera poi interrotta a causa della prima guerra mondiale.
Nel febbraio 1945 sotto i bombardamenti alleati su Dresda nel corso della seconda guerra mondiale, l'edificio andò - come il resto della città - quasi completamente distrutto.. L'unica parte del complesso ad essere risparmiata fu la fontana Nymphenbad. Le rovine furono messe in sicurezza l'estate successiva e la sostanziale ricostruzione (v. immagini qui sotto) fu completata solo nel 1964, anche se l'opera di restauro non è ancora terminata.

## Punti d'interesse

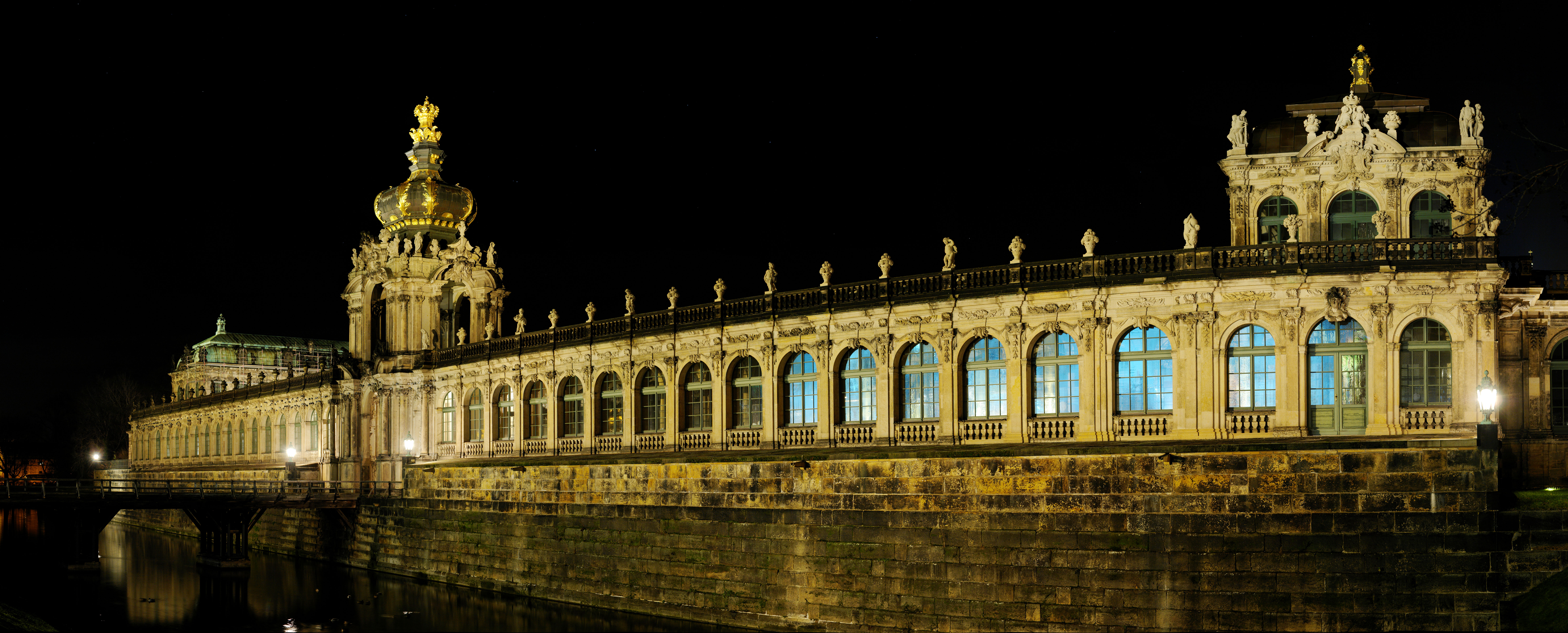
Veduta in notturna dello Zwinger

### Wallpavillon
Il Wallpavillon (letteralmente: "Padiglione delle mura") occupa la parte settentrionale del palazzo. Fu iniziato nel 1716 da Matthäus Daniel Pöppelmann.
È sormontato da una statua raffigurante Ercole che sorregge il mondo.

### Glockenspielpavillon
Il Glockenspielpavillon ("Padiglione del carillon") è situato di fronte al Wallpavillion: un tempo noto come Stadtpavillon, ("Padiglione della città") fu realizzato del 1723.
Prende l'attuale nome dal carillon (in tedesco: "Glockenspiel") formato da 40 campane in porcellana di Meissen, che fu aggiunto tra il 1924 e il 1936.
Il carillon suona melodie di Antonio Vivaldi, Carl Maria von Weber e Humperdink.
Completamente distrutto sotto i bombardamenti del 1945, il Glockenspielpavillon fu ricostruito nel 1965.

### Zwingergalerie
La Zwingergalerie occupa il lato occidentale dello Zwinger, ovvero quello parallelo alla Ostraallee.
È diviso dalla Kronentor ed ospita il Museum für Tierkunde (museo zoologico).

#### Kronentor
La Kronentor (letteralmente: "Porta della corona"), che costituisce l'entrata principale allo Zwinger ed è diventata uno dei simboli della città di Dresda, prende il nome dalla corona polacca sostenuta da quattro aquile da cui è sormontata. È decorata con statue raffiguranti le quattro stagioni.

#### Museum für Tierkunde
Nel Museum für Tierkunde ("Museo di zoologia") sono esposti oltre 4.000.000 di reperti.

### Nymphenbad
La Nymphenbad è una fontana situata fra il Wallpallon e la Sempergalerie: fu realizzata da Matthäus Daniel Pöppelmann, che si ispirò ai ninfei italiani, dopo un viaggio in Italia. È decorata con tritoni, ninfe e grotte.
Alcune sculture furono ricostruite negli anni 1920 del XX secolo.

### Sempergalerie
La Sempergalerie o Semperbau, situata di fronte alla Zwingergalerie, fu aggiunta tra il 1847 e il 1854 da Gottfried Semper (l'architetto della Semperoper) ed è abbellita da sculture realizzate da Ernst Friedrich August Rietschel. Ospita la  Gemäldegalerie Alte Meister . Fino a tempi recenti vi si trovava la "Rüstkammer" (Museo delle armi), che in un recente riallestimento è stata trasferita in una nuova sede presso il vicino Castello di Dresda.

#### Gemäldegalerie Alte Meister
La Gemäldegalerie Alte Meister ("Galleria degli antichi maestri") rappresenta una delle più importanti collezioni d'arte d'Europa La collezione, in origine ospitata nello "Johanneum", è appartenuto alla Casata di Wettin, soprattutto ad Augusto II di Polonia e a suo figlio Federico Augusto II.
Sono esposte opere di pittori tedeschi, italiani, olandesi, fiamminghi e Spagna. Vi si trovano dipinti di Sandro Botticelli, Canaletto, Correggio, Andrea Del Sarto, Pinturicchio, Raffaello, Rembrandt, Rubens, Tiziano, Jan van Eyck, Diego Velázquez, ecc.
Tra i pezzi più pregiati, vi è la Madonna Sistina di Raffaello (1512-1513) acquistato nel 1754 da Federico Augusto II.

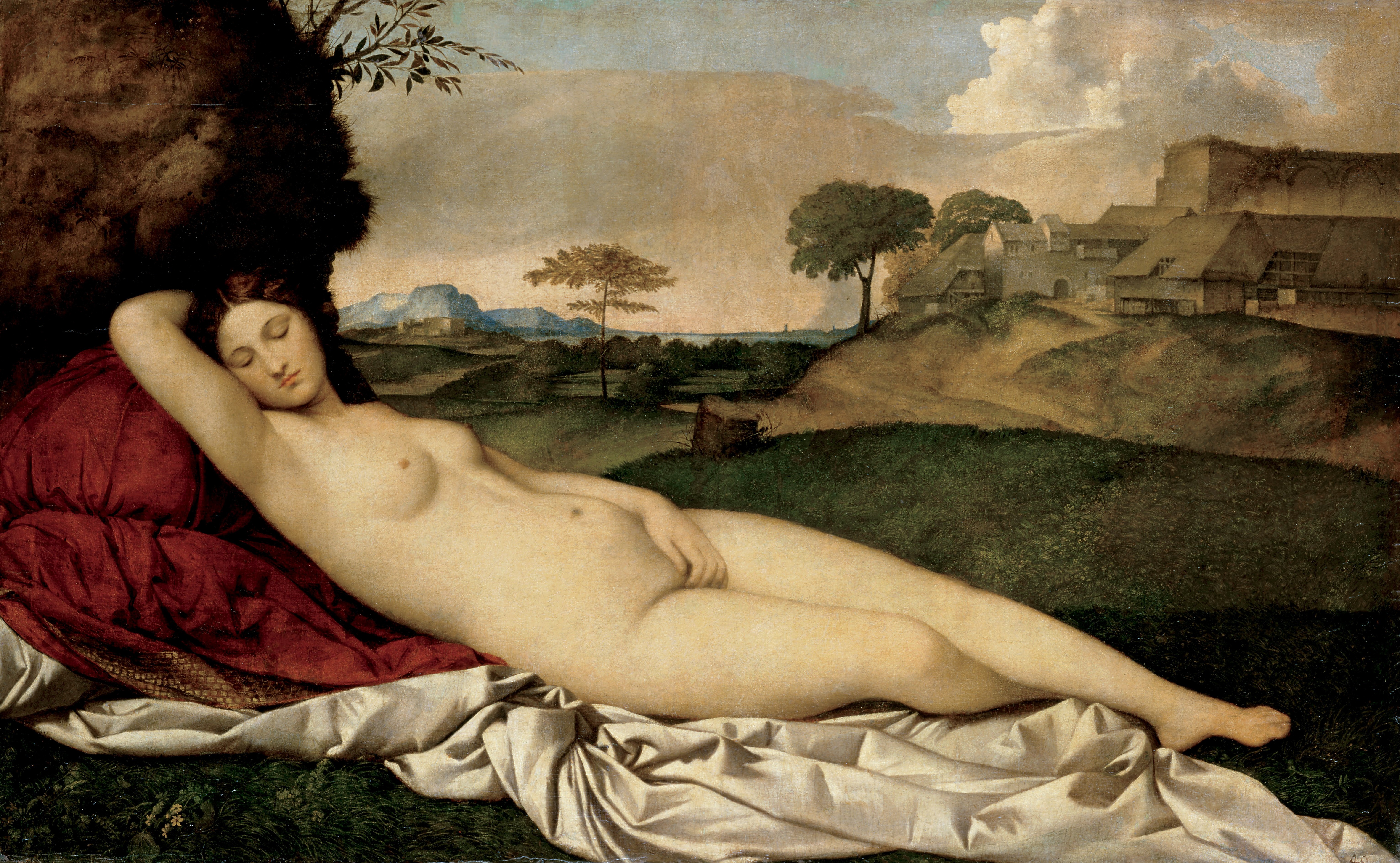
La Venere dormiente del Giorgione (1508-1510)
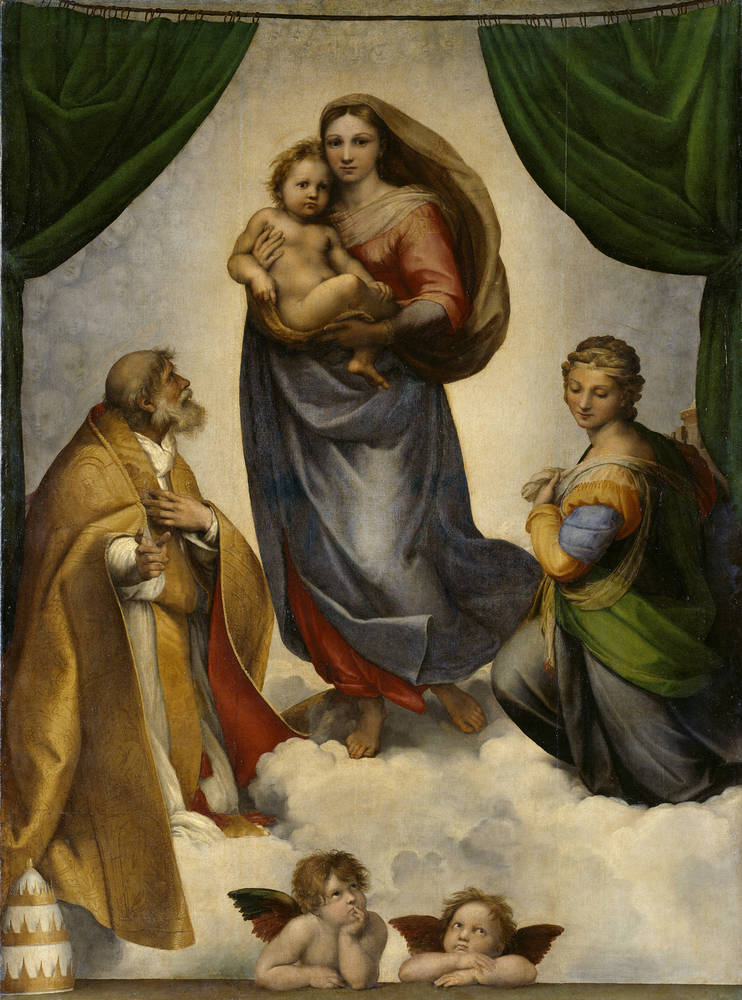
La Madonna Sistina di Raffaello (1512-1513)
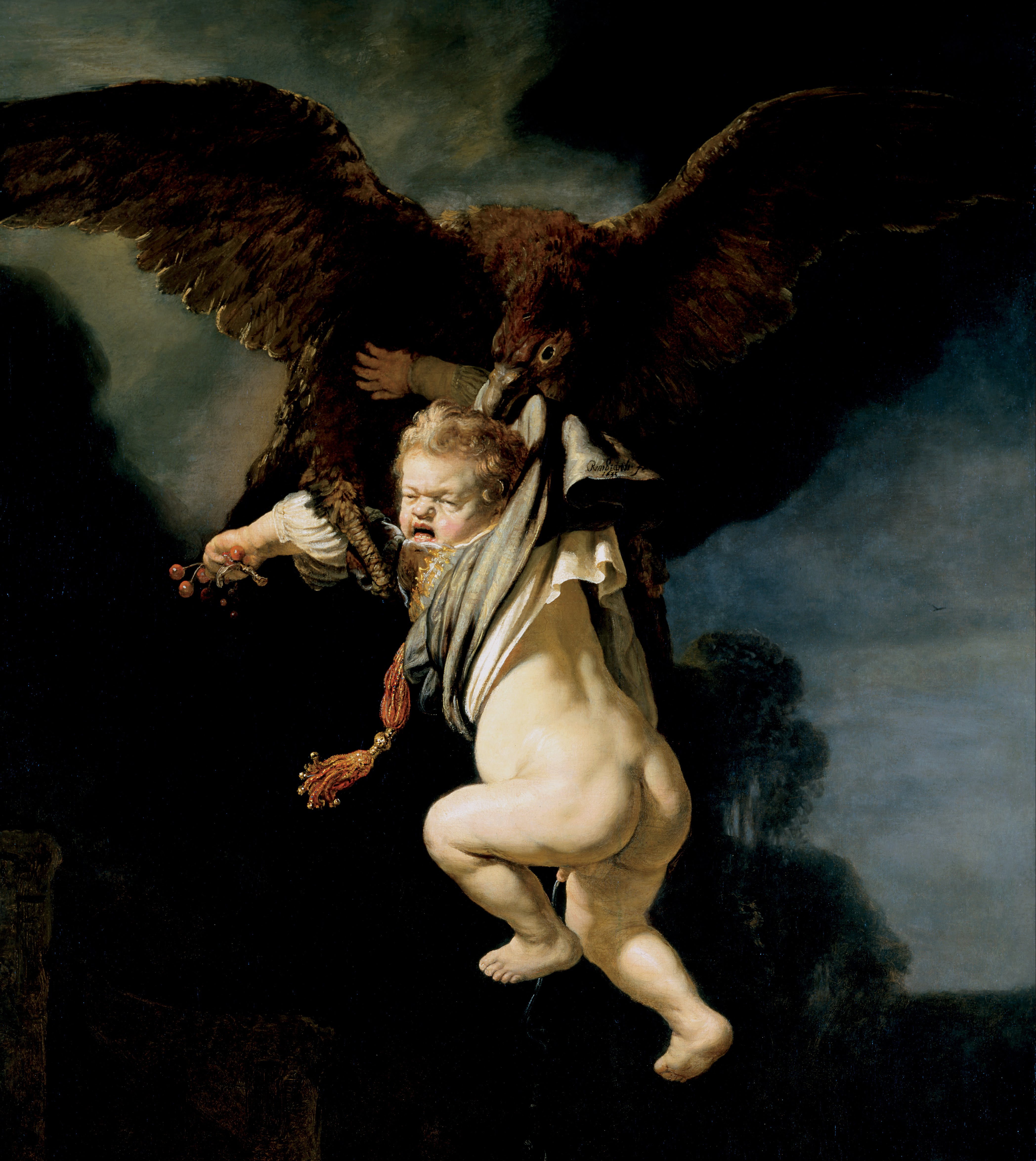
Il Ratto di Ganimede di Rembrandt (1635)

### Mathemathisch-Physikalischer Salon
Il Mathemathisch-Physikalischer Salon occupa l'ala nord-occidentale dello Zwinger, tra la Zwingargalerie e il Glockenspielpavillon, e fu realizzato nel 1728.
Ospita una collezione di strumenti di misurazione, mappe, ecc. Tra i pezzi più pregiati, figura un globo celeste arabo del XII secolo.

### Deutscher Pavillon
Nel Deutscher Pavillon ("padiglione tedesco") è ospitata la Porzellansammlung ("Collezione di porcellane").

#### Museo delle porcellane
Il Museo delle porcellane dello Zwinger ospita una delle più grandi collezioni al mondo, ereditata da Augusto II di Polonia.. Comprende soprattutto pezzi in porcellana di Meissen insieme a porcellana cinese e giapponese, con pezzi che vanno dall'età antica al XVII secolo.

### Zoologischer Pavillon

Panoramica dello Zwinger

## Lo "Zwinger" in filatelia
Ecco qui di seguito alcuni francobolli emessi dalla Germania e dall'ex-DDR raffiguranti lo "Zwinger":

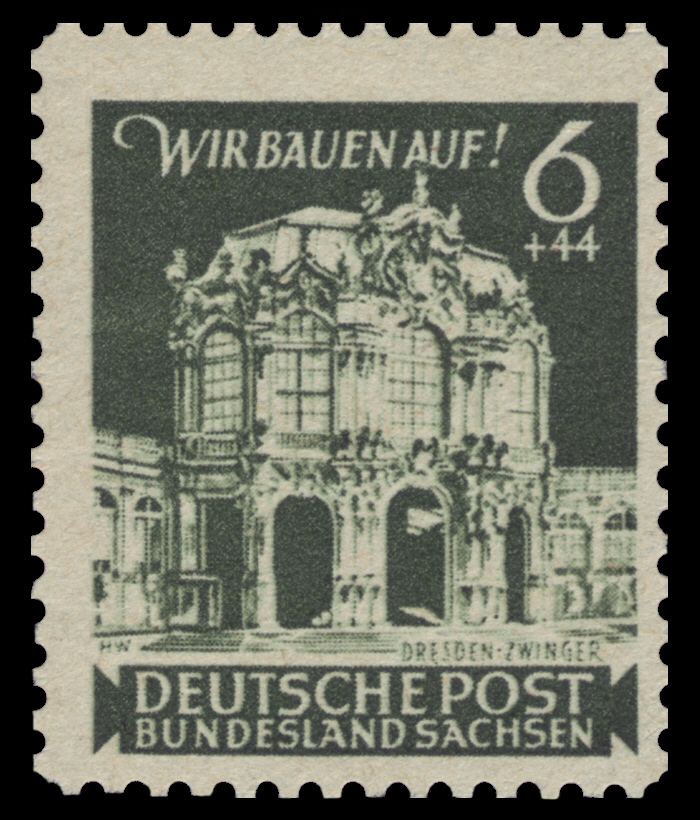
Lo Zwinger in un francobollo del 1946 della zona di occupazione sovietica
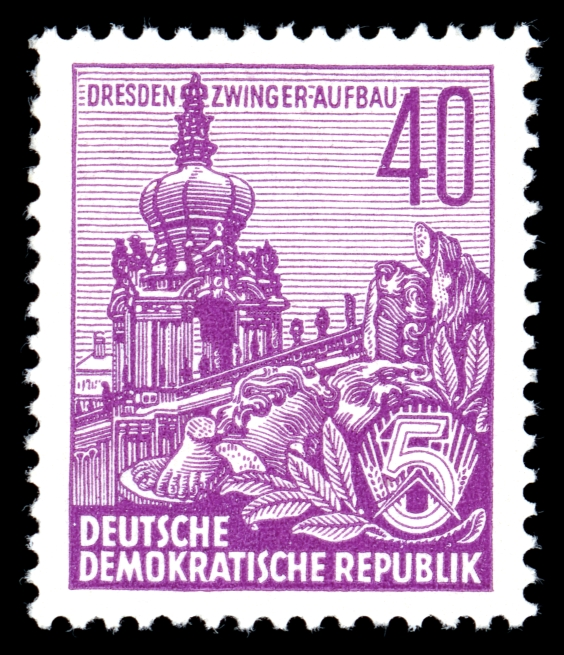
Lo Zwinger in un francobollo del 1959 dell'ex-DDR